# Ophioplax reducta
Ophioplax reducta is een slangster uit de familie Ophiochitonidae.
De wetenschappelijke naam van de soort werd in 1907 gepubliceerd door René Koehler.